# Parser Ungera
Parser Ungera to zstępujący algorytm analizy składniowej działający dla gramatyk bezkontekstowych, opublikowany w 1968 roku przez Ungera.
Jego działanie polega na przeszukiwaniu w głąb rozbić ciągu wejściowego zgodnych z produkcjami danej gramatyki.